# 法姓
法姓為中文姓氏之一，在《百家姓》中排名第461位。

## 起源及著名人物
- 出自妫[1]姓田氏。战国齐襄王田法章之后。秦始皇灭齐之後，田法章子孙不敢称田姓，以「法」为氏。[2]
- 後人有法雄、法真、法正[3]。
- 山西省社会科学院家谱研究中心专家解释：回族、保安族、朝鲜族有此姓。[2]。

## 延伸阅读
[在维基数据编辑]
 《百家姓》
 《欽定古今圖書集成·明倫彙編·氏族典·法姓部》，出自陈梦雷《古今圖書集成》